# الكاف
الكاف مدينة تونسية تقع في الشمال الغربي وهي عاصمة ولاية الكاف. بلغ عدد سكانها حوالي 73,706 نسمة  وذلك في سنة 2014. تقع مدينة الكاف فوق آثار مدينة رومانية تعرف باسم «سِكّا فِنِيرِيَا» Sicca Veneria ومنها يتأصل اسم الكاف.

## الجغرافيا
تقع مدينة الكاف في الشّمال الغربي من البلاد التّونسيّة 160 كم غرب العاصمة تونس. موقعها حصين بطبيعته الجغرافيّة إذ تنتصب على ظهر جبل وعر المنحدر (جبل الدّير) وتشرف المدينة على آفاق فسيحة الأرجاء منها سهول السّرس و «زنفور» و «الأربص».

## التاريخ
الكاف الواقعة على بعد 160 كيلومترا من العاصمة تونس منطقة ساحرة يمكن زيارة معالمها التاريخية والأثرية في أي موسم من السنة، وتقف مدينة الكاف التي كان يطلق عليها قديما "سيكا فينيريا" نسبة لفينوس آلهة الحب والجمال، شاهدا على أكثر من خمسة عشر قرنا من حياة هذه المدينة الأثرية التي أسسها الأمازيغ وتعاقبت عليها الحضارات من العصر الحجري إلى العهد العثماني مرورا بالعهد الروماني فالبيزنطي فالعربي الإسلامي، غير انه ورغم تلك الأهمية ظلت المعالم والمواقع والشواهد المتنوعة على تعاقب الحضارات مجهولة لزمن طويل، وأوضح قديش أن المسلك الثقافي الذي تستغرق مدة زيارته ساعتين ونصف الساعة يحتوي على "عدد من أجمل المعالم الأثرية في البلاد التونسية" مضيفا "لقد أطلق عليه اسم ملتقى الحضارات لتفرده في جمع معالم إسلامية ومسيحية ويهودية.
ويضم المسلك القصبة الحسينية التي تم تشييدها مطلع القرن السابع عشر ميلادي والتي تعد رمز المدينة التاريخي والعسكري وقلعتها وتاجها لا سيما وأن موقعها في المرتفعات يمكن الزائر من التمتع بمشاهد جميلة للمدينة والمناطق المحيطة بها التي تبعد 30 كيلومترا على الحدود مع الجزائر، كما يشمل المسلك البازيليك الروماني الذي يعود إلى أكثر من 3000 سنة وكنيسة دار القوس من الطراز المسيحي القديم التي يرجع تاريخها إلى القرن الرابع ومقام سيدي بومخلوف (القرن 14م) وهو نموذج للعمارة الدينية في العهد التركي وكنيس يهودي ومتحف العادات والتقاليد الشعبية والخزانات الرومانية، وتشكل القرية الحرفية التي بلغت كلفة تهيئتها 200 الف دولار و«مائدة يوغرطة» التي تقع على ارتفاع 1270 مترا تخليدا لذكرى القائد الأمازيغي الذي تحدى الإمبراطورية الرومانية.

## المناخ
مناخ المدينة قاري يتأثر في نفس الوقت بالبحر الأبيض المتوسط وبالصحراء، تبلغ درجات الحرارة في الصيف 40 و 45 درجة وتصل إلى معدل 7 درجات تحت الصفر في فصل الشتاء وتعرف المدينة تساقط الثلوج، أما معدل الأمطار فيتراوح ما بين 700 مم فوق الدير و 500 مم بالمدينة.
وعادة ما يكون المناخ غير مستقر ، ويتراوح من موجات حر الصيف إلى عواصف
| يانات المناخ للكاف (1981-2010 ، أقصى 1951-2017)                                              | يانات المناخ للكاف (1981-2010 ، أقصى 1951-2017) | يانات المناخ للكاف (1981-2010 ، أقصى 1951-2017) | يانات المناخ للكاف (1981-2010 ، أقصى 1951-2017) | يانات المناخ للكاف (1981-2010 ، أقصى 1951-2017) | يانات المناخ للكاف (1981-2010 ، أقصى 1951-2017) | يانات المناخ للكاف (1981-2010 ، أقصى 1951-2017) | يانات المناخ للكاف (1981-2010 ، أقصى 1951-2017) | يانات المناخ للكاف (1981-2010 ، أقصى 1951-2017) | يانات المناخ للكاف (1981-2010 ، أقصى 1951-2017) | يانات المناخ للكاف (1981-2010 ، أقصى 1951-2017) | يانات المناخ للكاف (1981-2010 ، أقصى 1951-2017) | يانات المناخ للكاف (1981-2010 ، أقصى 1951-2017) | يانات المناخ للكاف (1981-2010 ، أقصى 1951-2017) |
| شهر                                                                                          | يناير                                           | فبراير                                          | مارس                                            | أبريل                                           | يمكن                                            | يونيو                                           | يوليو                                           | أغسطس                                           | سبتمبر                                          | أكتوبر                                          | نوفمبر                                          | ديسمبر                                          | سنة                                             |
| -------------------------------------------------------------------------------------------- | ----------------------------------------------- | ----------------------------------------------- | ----------------------------------------------- | ----------------------------------------------- | ----------------------------------------------- | ----------------------------------------------- | ----------------------------------------------- | ----------------------------------------------- | ----------------------------------------------- | ----------------------------------------------- | ----------------------------------------------- | ----------------------------------------------- | ----------------------------------------------- |
| ارتفاع قياسي درجة مئوية (درجة فهرنهايت)                                                      | 25.0 (77.0)                                     | 31.5 (88.7)                                     | 34.4 (93.9)                                     | 36.3 (97.3)                                     | 42.4 (108.3)                                    | 44.3 (111.7)                                    | 46.5 (115.7)                                    | 47.0 (116.6)                                    | 42.6 (108.7)                                    | 37.9 (100.2)                                    | 30.7 (87.3)                                     | 28.0 (82.4)                                     | 47.0 (116.6)                                    |
| متوسط درجة مئوية عالية (درجة فهرنهايت)                                                       | 13.1 (55.6)                                     | 14.4 (57.9)                                     | 17.5 (63.5)                                     | 20.7 (69.3)                                     | 26.6 (79.9)                                     | 31.9 (89.4)                                     | 35.4 (95.7)                                     | 35.3 (95.5)                                     | 30.1 (86.2)                                     | 25.2 (77.4)                                     | 18.5 (65.3)                                     | 14.3 (57.7)                                     | 23.6 (74.5)                                     |
| المتوسط اليومي درجة مئوية (درجة فهرنهايت)                                                    | 7.5 (45.5)                                      | 8.3 (46.9)                                      | 10.8 (51.4)                                     | 13.5 (56.3)                                     | 18.8 (65.8)                                     | 23.8 (74.8)                                     | 26.9 (80.4)                                     | 26.6 (79.9)                                     | 22.3 (72.1)                                     | 18.1 (64.6)                                     | 12.4 (54.3)                                     | 8.8 (47.8)                                      | 16.5 (61.7)                                     |
| متوسط درجة مئوية منخفضة (درجة فهرنهايت)                                                      | 2.8 (37.0)                                      | 2.9 (37.2)                                      | 4.8 (40.6)                                      | 7.1 (44.8)                                      | 11.2 (52.2)                                     | 15.3 (59.5)                                     | 17.9 (64.2)                                     | 18.3 (64.9)                                     | 16.0 (60.8)                                     | 12.1 (53.8)                                     | 7.1 (44.8)                                      | 4.0 (39.2)                                      | 10.0 (49.9)                                     |
| سجل منخفض درجة مئوية (درجة فهرنهايت)                                                         | −6.0 (21.2)                                     | −5.0 (23.0)                                     | −5.0 (23.0)                                     | −4.0 (24.8)                                     | 1.2 (34.2)                                      | 4.0 (39.2)                                      | 8.5 (47.3)                                      | 9.0 (48.2)                                      | 2.5 (36.5)                                      | 1.0 (33.8)                                      | −3.0 (26.6)                                     | −5.0 (23.0)                                     | −6.0 (21.2)                                     |
| متوسط هطول الأمطار مم (بوصة)                                                                 | 57.9 (2.28)                                     | 38.6 (1.52)                                     | 46.8 (1.84)                                     | 48.2 (1.90)                                     | 43.2 (1.70)                                     | 24.6 (0.97)                                     | 7.5 (0.30)                                      | 17.1 (0.67)                                     | 39.0 (1.54)                                     | 35.8 (1.41)                                     | 43.2 (1.70)                                     | 52.1 (2.05)                                     | 454 (17.88)                                     |
| متوسط أيام تساقط الأمطار (1.0 مم)                                                            | 7.0                                             | 6.4                                             | 6.9                                             | 6.7                                             | 5.2                                             | 3.5                                             | 1.0                                             | 2.7                                             | 4.5                                             | 5.4                                             | 5.3                                             | 6.2                                             | 60.8                                            |
| متوسط الرطوبة النسبية (٪)                                                                    | 79.0                                            | 76.0                                            | 75.0                                            | 73.5                                            | 68.5                                            | 64.2                                            | 57.7                                            | 59.6                                            | 67.3                                            | 71.9                                            | 76.1                                            | 79.5                                            | 70.7                                            |
| متوسط ساعات سطوع الشمس الشهرية                                                               | 156.5                                           | 143.8                                           | 193.7                                           | 223.1                                           | 286.3                                           | 312.0                                           | 349.1                                           | 306.6                                           | 232.8                                           | 191.4                                           | 176.1                                           | 149.2                                           | 2،720.6                                         |
| المصدر: Institut National de la Météorologie (أيام هطول الأمطار / الرطوبة / الشمس 1961-1990) |                                                 |                                                 |                                                 |                                                 |                                                 |                                                 |                                                 |                                                 |                                                 |                                                 |                                                 |                                                 |                                                 |

## السكان

### البنية القبلية
يسكن المنطقة عروش شارن وهي تعريب لكلمة إشارن البربرية والتي تعني المخالب وعروش ونيفن وماجر وورتان وكل سكانها بربر 

### التوزع الديموغرافي
يقطن ولاية الكاف 243,156 نسمة حسب إحصائيات سنة 2014، وتتوزع بالنحو التالي:
| العمادة         | ذكور   | إناث   | المجموع | الأسر | المساكن |
| --------------- | ------ | ------ | ------- | ----- | ------- |
| الكاف الغربية   | 15095  | 14856  | 29951   | 7107  | 7840    |
| الكاف الشرقية   | 20198  | 20258  | 40456   | 10028 | 10824   |
| نبر             | 13792  | 14536  | 28328   | 6255  | 6766    |
| ساقية سيدي يوسف | 10169  | 10358  | 20527   | 4645  | 5144    |
| تاجروين         | 14893  | 15766  | 30659   | 7155  | 7941    |
| قلعة سنان       | 8014   | 8440   | 16454   | 3828  | 4156    |
| القلعة الخصباء  | 3535   | 3818   | 7353    | 1744  | 1837    |
| الجريصة         | 5507   | 5791   | 11298   | 2787  | 3093    |
| القصور          | 8606   | 8494   | 17100   | 3451  | 3589    |
| الدهماني        | 15340  | 15409  | 30749   | 6609  | 6925    |
| السرس           | 12618  | 13297  | 25915   | 5498  | 5786    |
| مجموع الولاية   | 127767 | 131023 | 258790  | 59107 | 63901   |

## المشاهير
- لمين النهدي

- عبد اللطيف المكي
- نوفل الورتاني

## الرياضة
ينشط في المدينة فريق أولمبيك الكاف وفريق برنوصة.

## معرض صور

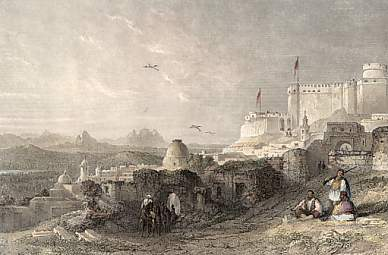
لوحة منقوشة تصوّر مدينة الكاف عام 1841
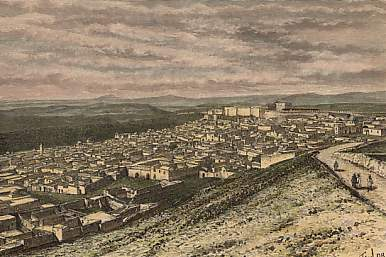
لوحة منقوشة تصوّر مدينة الكاف عام 1886
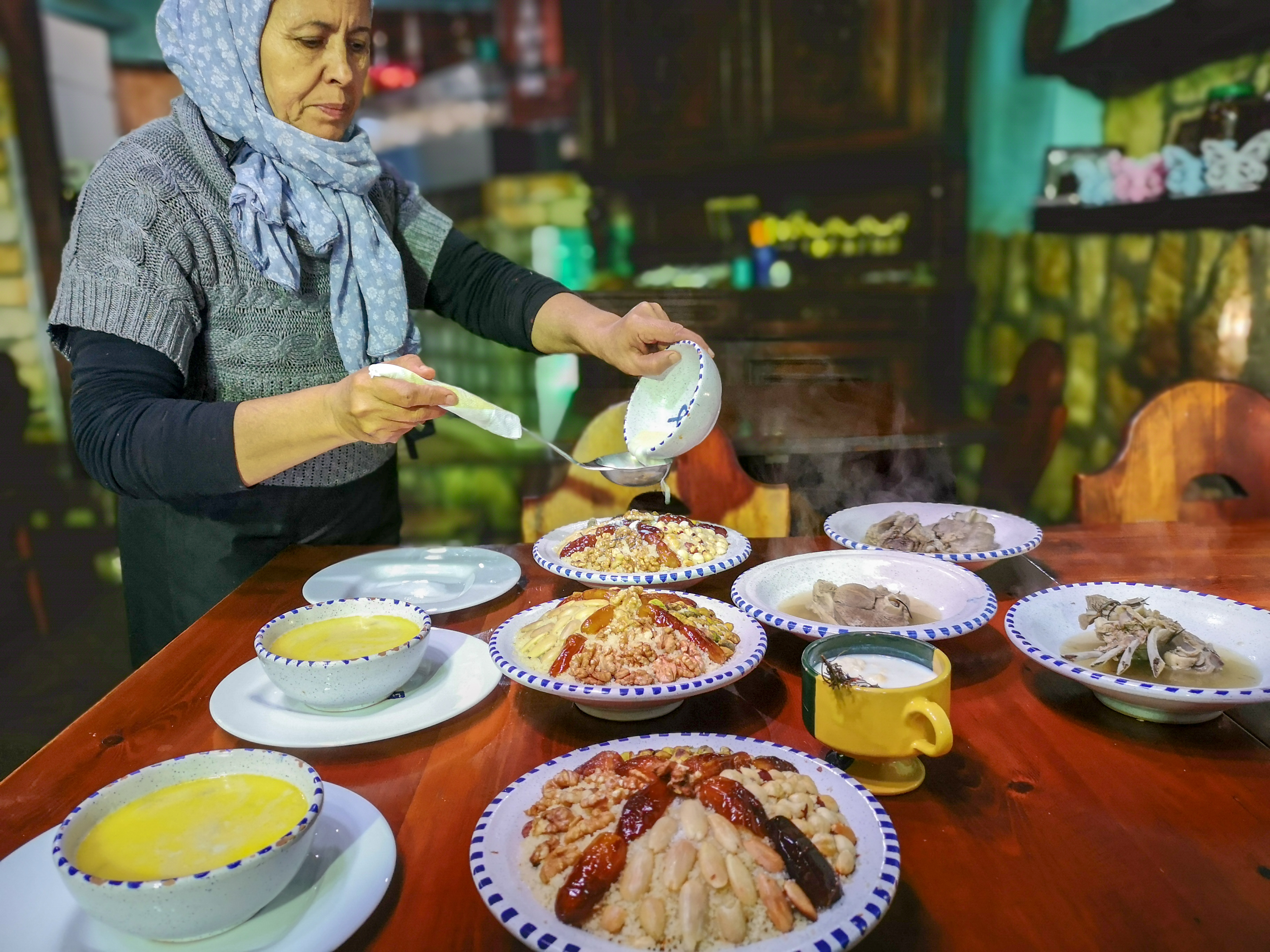
البرزقان